# Mesures usuelles
Mesures usuelles (с фр. — «привычные измерения») — система мер, введённая Наполеоном I в 1812 году в качестве компромисса между метрической системой и традиционными измерениями. Система ограничивалась применением только в розничной торговле и использовалась до 1839 года.

## Предыстория
За пять лет до Первой французской республики, введшей метрическую систему, были сделаны большие усилия, чтобы граждане знали о грядущих изменениях и чтобы подготовить их к этим изменениям. Администрация распространяла десятки тысяч статей, распространялись обучающие игры, руководства, альманахи и таблицы перевода мер. Стандартный метр был встроен в стены наиболее известных зданий Парижа. Предполагалось поэтапное введение новой системы мер в течение нескольких лет, а Париж был первым округом, где предполагалось ввести изменения. Правительство осознавало, что людям нужны будут линейки, но было произведено только 25 000 из 500 000 линеек, необходимых для Парижа, через месяц после того, как метр стал легальной мерой. Для компенсации нехватки средств измерения правительство объявило о материальных стимулах для массового производства линеек. Парижская полиция рапортовала о массовых нарушениях требования об исключительном применении метрической системы. Там, где новая система использовалась, ею часто злоупотребляли, округляя цены вверх и давая меньшее количество продукта.
Наполеону I, французскому императору, не нравилась замена традиционных мер с их высокой делимостью (например, дюйм, равный 12 линиям, легко делится на 2, 3, 4, 6) на десятичную систему и он понимал трудность перевода на новую систему.  Декретом «décret impérial du 12 février 1812» (имперский декрет от 12 февраля 1812) он ввёл новую систему мер «Mesures usuelles»  для использования в мелкой розничной торговле. Однако правительство, юридическая и подобные службы, должны были использовать метрическую систему и она продолжала преподаваться на всех уровнях обучения.
Прототипы метрических единиц, килограмм и  метр, предназначались для немедленной стандартизации единиц измерения по всей стране и они заменяли различные стандарты отдельных частей страны и даже всей Европы. Новый livre (известный как метрический ливр) был определён как пятьсот грамм, а новая единица toise (метрический туаз) определялся как два метра. Продукция могла продаваться под старыми названиями мер и со старыми отношениями с другими единицами, но со слегка отличными абсолютными величинами. Эта серия мер получила название mesures usuelles (привычные измерения).
Декрет Наполеона был отменён во время правления Луи-Филиппа законом «loi du 4 juillet 1837» (закон от 4 июля 1837). Закон вступил в действие с 1 января 1840 года и восстановил исходную метрическую систему мер.

## Разрешённые единицы
Закон разрешал следующие единицы измерения:
- toise (морская сажень) была определена как два метра и делилась на 6 pieds (футов) и 72 pouces (дюйма). Pouce делился на 12 lignes, (линий).  Pied и pouce, примерно 333,3 мм  и 27,78 мм, были примерно на 2,6 % больше предыдущих единиц и на 9 % больше английских соответствующих единиц.
- aune (локоть), использовавшийся для измерения одежды, был определён как 120 сантиметров и делился на demi aune (полулокоть) и tiers aune (треть локтя). Единица была на 1,3 % длиннее, чем l’aune de Paris (118,48 см) и на 5,0 % длиннее английской единицы (45 дюймов; 114,3 см)[6].
- litre (литр) был поделён аналогично английской кварте на demis (буквально, "половинки", что являлось эквивалентом пинты, содержащей примерно шестнадцать жидких унций), quarts (буквально, "четвертинки", что было эквивалентно чашке объёмом в восемь жидких унций), huitièmes (буквально, "восьмые части") и seizièmes (буквально, "шестнадцатые части" в две жидкие унции).
- boisseau, (бушель), был определён как восемь гектолитров (100 л) и определены производные величины — double-boisseau (двойной бушель), demi-boisseau (полубушель) и quart-boisseau (четверть-бушель). Оригинальный бушель, подобно английскому бушелю, варьировался в зависимости от продукта, для которого он использовался, а также от района использования.
- livre, (ливр, фунт), был определён как 500 грамм и делился на 16 onces (унций), каждая унция делилась на 8 gros. Каждый грос состоял из 72 grains (гранов). Таким образом,  ливр был равен 9216 гранам[7]. Ливр и унция были примерно на 10 % больше английских аналогов, в то время как гран был на 17 % меньше английского аналога. Следует заметить, что метрический ливр, не являясь легальной единицей измерения, по сей день используется в повседневной жизни во Франции.

Mesures usuelles не включали единицы длины, бо́льшие туаза — myriamètre (мириаметр,  10 км) использовался и в этот период.